# Stadio Artemio Franchi, Firence
Stadio Artemio Franchi je nogometni stadion v Firencah, na katerem svoje domače tekme igra ACF Fiorentina. Stadion je bil zgrajen leta 1931, sprejme pa 47.282 gledalcev. 